# Tebicuarymí
Tebicuarymí é uma cidade do Paraguai, Departamento Paraguarí. Possui uma população de 4.145 habitantes. Sua economia é baseada na agropecuária.

## Transporte
O município de Tebicuarymí é servido pelas seguintes rodovias:
- Caminho em pavimento ligando a cidade ao município de Tebicuary (Departamento de Guairá)
- Caminho em pavimento ligando a cidade de Acahay ao município de Ñumí (Departamento de Guairá)[1][2][3]